# Tibiaster wunderlichi
Tibiaster wunderlichi är en spindelart som beskrevs av Kirill Yeskov 1995. Tibiaster wunderlichi ingår i släktet Tibiaster och familjen täckvävarspindlar.
Artens utbredningsområde är Kazakstan. Inga underarter finns listade i Catalogue of Life.